# قوس قوطي

القوس القوطي الحاد

القوس القوطي (بالإنجليزية: Ogive) هو منحنى يمثل نهاية مدببة بشدة لشكل ثنائي أو ثلاثي الأبعاد.

## العلوم التطبيقية والهندسة الفيزيائية

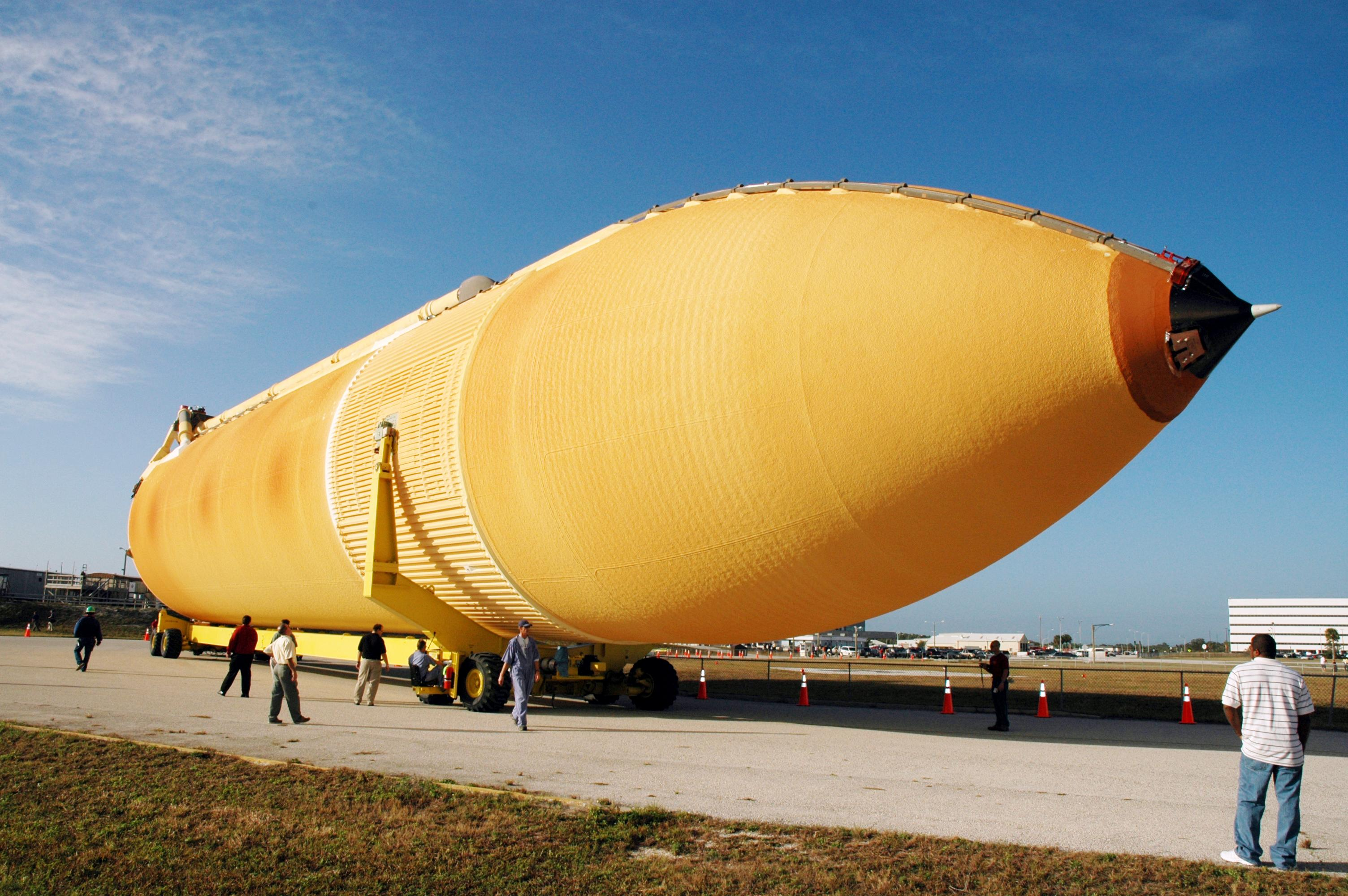
مقدمة الصاروخ الفضائي شاتلر

مقدمة الطلقة عيار 9 مم

في علم المقذوفات أو الديناميكا الهوائية يستخدم القوس القوطي كنهاية مدببة لسطح منحن تستخدم أساسا لتشكيل الأنف لتخفيف نهاية رصاصة أو قذيفة أخرى.

## العمارة
استخدمت الأقواس من هذا النوع في الشرق الأدنى في عصور ما قبل الإسلام وكذلك العمارة الإسلامية في العصور الوسطى، ويعتقد أنها كانت مصدر إلهام لاستخدامها في فرنسا، كما في كاتدرائية أوتون .

## الإحصائيات
في الإحصائيات القوس القوطي هو رسم بياني يوضح منحنى دالة التوزيع التراكمي.